# Iraqi Airways

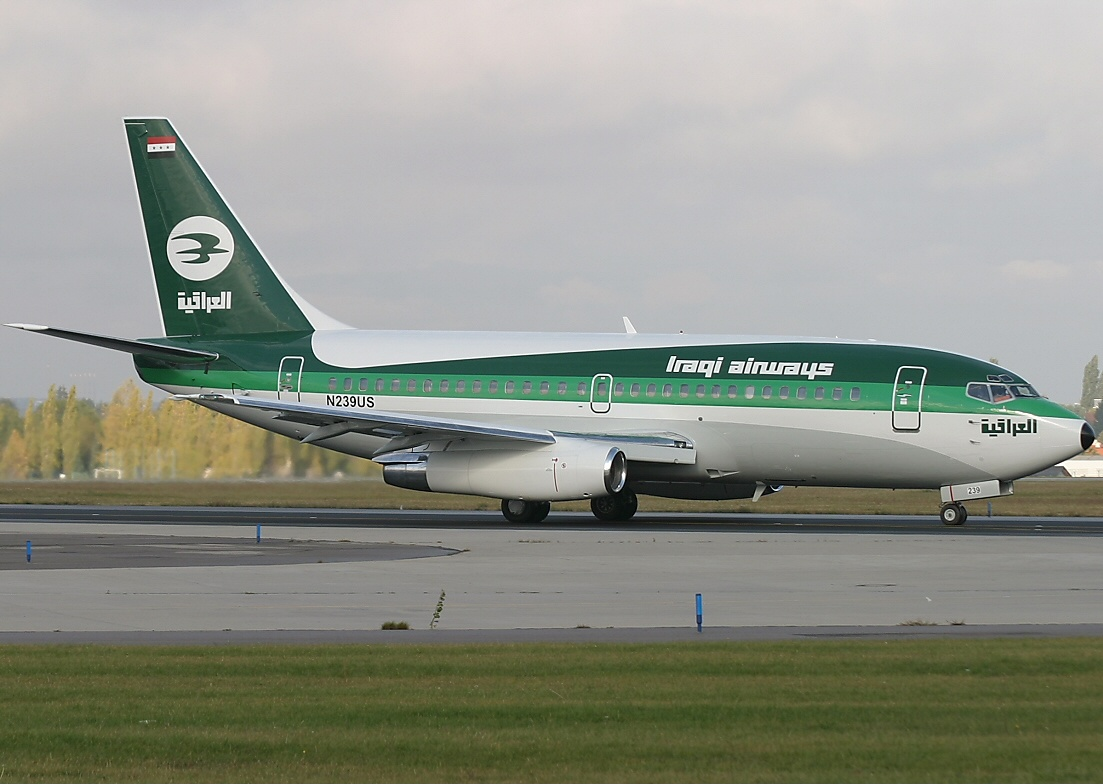
En av Iraqi Airways inhyrda Boeing 737-201 vid Prag/Ruzyne Airport 2004.

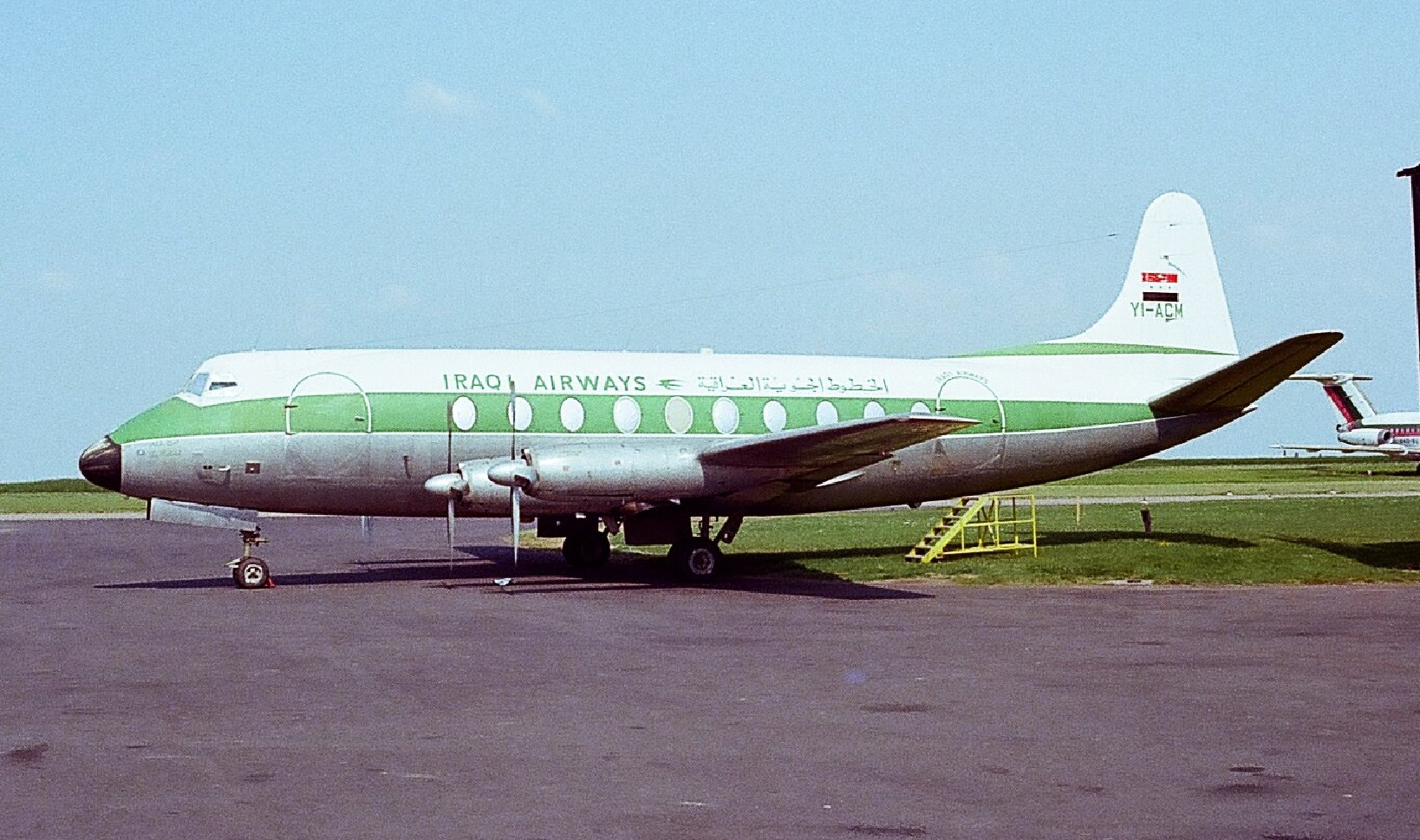
En Iraqi Airways Vickers Viscount vid East Midlands Airport 1978.

Iraqi Airways (arabiska: الخطوط الجوية العراقية al-Xuṭūṭ al-Jawwiyyah al-ʿIrāqiyyah) ett flygbolag i Irak med Bagdads internationella flygplats som huvudbas. Iraqi Airways flyger både inrikes- och utrikestrafik och är medlem av Arab Air Carriers Organization.
Iraqi Airways grundades 1945 och började flyga 28 januari 1946, vilket gör det till det näst äldsta flygbolaget i Mellanöstern. Iraqi Airways har varit hårt drabbat av Kuwaitkriget och Irakkriget. De flög bland annat Boeing 747 före Kuwaitkriget. Mellan Kuwaitkriget och Irakkriget flög Iraqi Airways inrikestrafik med Antonov och Iljusjin Il-76.
Flygbolaget har tidigare flugit flygplanen:
- Antonov An-12
- Antonov An-24
- Boeing 707
- Boeing 727-200
- Boeing 737
- Boeing 747-200
- Boeing 747SP
- Hawker Siddeley Trident
- Iljushin Il-76
- Tupolev Tu-124
- Vickers Viking
- Vickers Viscount